# Сикияз (приток Кынгыра)
Сикияз, Секияз — река в России, протекает по Бураевскому, Мишкинскому и Бирскому районам Башкортостана. Длина реки составляет 10 км.
Начинается около села Гумерово. Течёт в общем южном направлении мимо Новомустафино и Маевки. Устье реки находится в 24 км по правому берегу реки Кынгыр на высоте 97,5 метра над уровнем моря.

## Данные водного реестра
По данным государственного водного реестра России относится к Камскому бассейновому округу, водохозяйственный участок реки — Белая от города Бирск и до устья, речной подбассейн реки — Белая. Речной бассейн реки — Кама.
Код объекта в государственном водном реестре — 10010201612111100025513.